# Rinaldo Viana
Rinaldo Viana nome artístico de Rinaldo Eliseu Peixoto Viana da Silva, é um cantor tenor, ator e compositor brasileiro. Começou a carreira no ano 2001, como participante do Programa de calouros apresentado por Raul Gil, exibida pela Rede Record, sendo o vencedor da competição.
Foi membro da dupla "Rinaldo & Liriel", junto com Liriel Domiciano, gravaram dois álbuns pela gravadora Warner Music, vendendo mais de 1 milhão de discos.

## Biografia
Rinaldo Viana, veio de uma família humilde da periferia de São Paulo. Desde criança demonstrava interesse pela música. Fã do rock clássico, ele somente descobriu a música lírica aos 16 anos e para ajudar o sustento da família, trabalhou como mecânico no SENAI e também foi vendedor de um consórcio.[ligação inativa]
Em 2001, aos 21 anos, Rinaldo participou do tradicional Show de Calouros do apresentador Raul Gil, onde venceu todas as etapas da competição. Rinaldo se espelhou no cantor Luciano Pavarotti para iniciar sua carreira lírica e interpretar temas da música popular.
Numa parceria, gravou com a soprano Liriel Domiciano o CD Romance. Em 2002, gravou o álbum Tempo de Amar, também com Liriel. E juntos ainda gravaram um DVD no Credicard Hall, com apresentações na Itália. Em meados de 2004, lançou o primeiro CD solo, Amor em 5 idiomas, no qual interpretou grandes nomes da música mundial.
Durante seis meses, também integrou o elenco do espetáculo O Fantasma da Ópera, apresentado no Teatro Abril. Em seu trabalho mais recente, resgatou clássicos da música popular brasileira, como "Mia Gioconda", de Vicente Celestino e "Brigas", de Evaldo Gouveia e Jair Amorim.
Rinaldo atualmente desenvolve o projeto "Tenor nas Escolas", cujo objetivo é divulgar música lírica para crianças, além de demonstrar a música popular com entonação lírica, baseado nos trabalhos de Andrea Bocelli e Luciano Pavarotti.[ligação inativa]

## Discografia

### Álbuns
- Romance (2001)
- Tempo de Amar (2002)
- Amor em 5 Idiomas (2004)

### DVD's
- Ao Vivo - Especial (2002)

## Ligações Externas
- Site Oficial